# Arrondissement de Schmiegel
L'arrondissement de Schmiegel, à l'ouest de la province prussienne de Posnanie, existe de 1887 à 1918. L'ancien territoire de l'arrondissement appartient désormais à la voïvodie polonaise de Grande-Pologne .

## Superficie
L'arrondissement de Schmiegel a une superficie de 554 km².

## Histoire
Après le deuxième partage de la Pologne de 1793 à 1807, le territoire autour de la ville polonaise occidentale de Śmigiel (Schmiegel) appartient à la province prussienne de Prusse-Méridionale. Après la paix de Tilsit, la région tombe aux mains du duché de Varsovie en 1807.
La région tombe de nouveau aux mains du royaume de Prusse après le Congrès de Vienne du 15 mai 1815. Jusqu'au 1er octobre 1887, elle appartient à l'arrondissement de Kosten dans le district de Posen de la province de Posnanie.

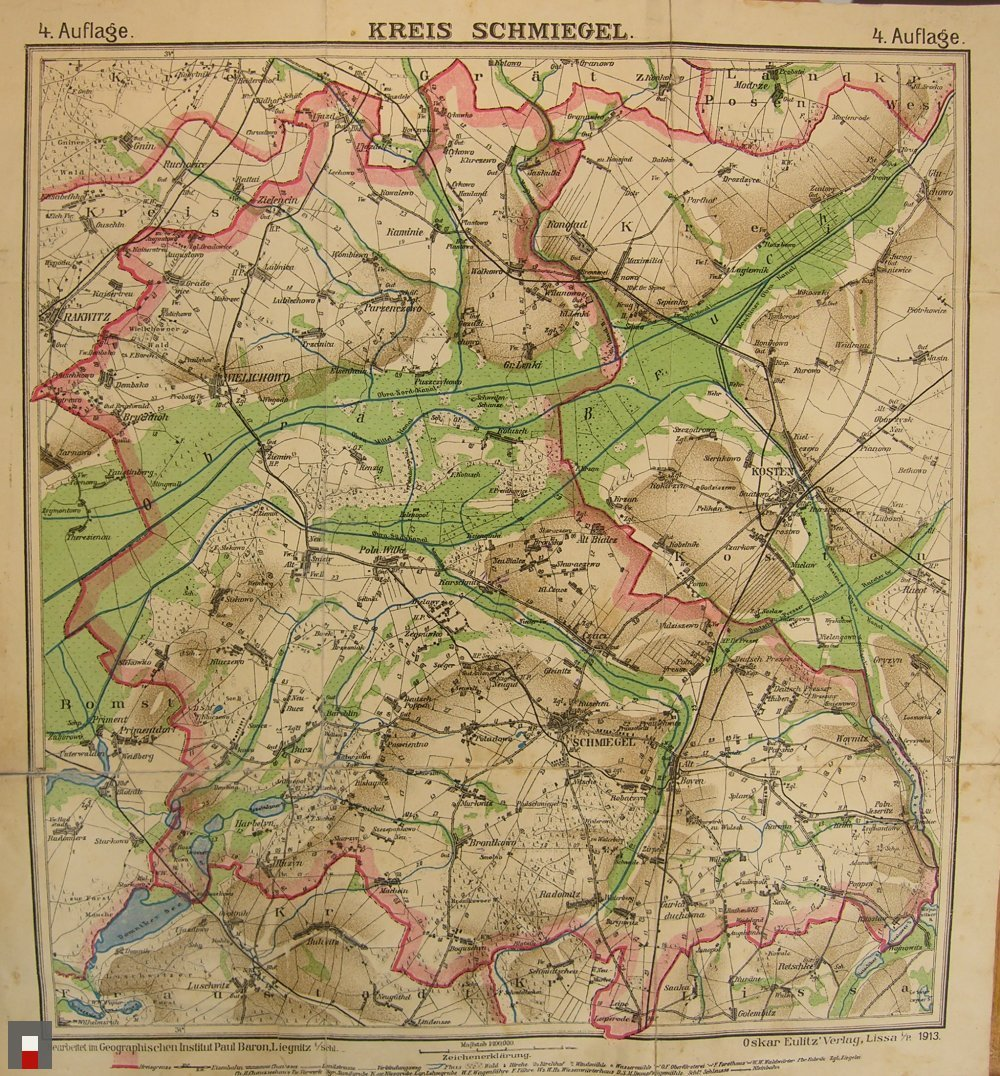
Carte de l'arrondissement de Schmiegel de 1913

Le 1er octobre 1887, l'arrondissement de Schmiegel est formé à partir de la partie ouest de l'arrondissement de Kosten. Viennent dans le nouveau arrondissement de Schmiegel :
- les villes de Schmiegel et Wielichowo
- le district de police de Schmiegel-Ouest
- le district de police de Schmiegel-Est et
- le district de police de Wielichowo.

Schmiegel devient le chef-lieu de l'arrondissement et le siège du bureau de l'arrondissement.
Le 27 décembre 1918, le soulèvement de la majorité polonaise contre la domination allemande commence dans la province de Posnanie et après seulement quelques jours, la région est sous contrôle polonais. Le 16 février 1919, un armistice met fin aux combats germano-polonais et le 28 juin 1919, le gouvernement allemand cède officiellement l'arrondissement de Schmiegel à la Pologne nouvellement fondée avec la signature du traité de Versailles.
L'arrondissement de Schmiegel devient le powiat polonais de Śmigiel. En 1932, l'arrondissement de Śmigiel est dissous et réuni avec le powiat de Kościan .

## Évolution de la démographie
| Année | Habitants | Source |
| ----- | --------- | ------ |
| 1895  | 35 305    | [ 7 ]  |
| 1900  | 34 216    | [ 1 ]  |
| 1905  | 35 135    |        |
| 1910  | 36 383    | [ 1 ]  |

En 1905, 82 % des habitants sont polonais et 18 % allemands. La majorité des habitants allemands quittent la région après 1919.

## Politique

### Administrateurs de l'arrondissement
1887–189800Seidel
1898–191800Brinckmann
1918–192000Höpker

### Élections
L'arrondissement de Schmiegel, avec les arrondissements de Kosten, Neutomischel et Grätz, appartient à la 4e circonscription du district de Posen du Reichstag. La circonscription est remportée par les candidats de la Fraction polonaise aux élections du Reichstag entre 1887 et 1912 :
- 188700Ludwig von Mycielski
- 189000Idzizlaw Czartoryski
- 189300Idzizlaw Czartoryski
- 189800Stephan Cegielski (de)
- 190300Witold von Skarzynski (de)
- 190700Witold von Skarzynski
- 191200Franciszek von Morawski

## Structure administrative
Les deux villes de Schmiegel et Wielichowo appartiennent à l'arrondissement de Schmiegel. Les 78 communes restantes (en 1908) et 43 districts de domaine sont regroupés en districts de police .

## Communes
Au début du XXe siècle, les communes suivantes appartiennent à l'arrondissement :
| - Alt Boyen - Augustowo - Barchlin - Biskupice - Boguschin - Boszkowo - Bronikowo - Bronsko - Bruchhöh - Bucz - Cykowo Hauland - Czacz - Dembsko - Deutsch Poppen - Deutsch Presse - Dluzyn - Gleinitz - Gniewowo - Gorka duchowna - Gozdzichowo - Gradowiec | - Groß Lenki - Harbelyn - Jaskolki - Kaminiec - Karczewo - Karmin - Karschnitz - Kluczewo - Kotusch - Kowalewo - Kuschen - Leipe - Leiperode - Lubiechowo - Lubnica - Machcin - Murkwitz - Neu Bialcz - Neu Szczepankowo - Neugut - Nitsche | - Parzenczewo - Piotrowo - Poladowo - Polnisch Poppen - Polnisch Presse - Polnisch Wilke - Poswientno - Prauschwitz - Pruschkowo - Puszczykowo - Puszczykowo Hauland - Radomitz - Rathenfeld - Rensko - Robaczyn - Saule - Schmiegel, ville - Seide - Siekowko - Siekowo - Skarzyn | - Sniaty - Sonczkowo - Splawie - Targowitz - Trzcinica - Ujazd - Waterberg - Widziszewo - Wielichowo, ville - Wilanowo - Wolkowo - Wombiewo - Woynitz - Wulsch - Zegrowko - Zielencin - Ziemin - Zirpe - Zygmuntowo |

À quelques exceptions près, les noms de lieux polonais continuent à s'appliquer après 1815 et au début du XXe siècle, plusieurs toponymes sont germanisés.